# Susanna Lea
 (octobre 2015).
Si vous disposez d'ouvrages ou d'articles de référence ou si vous connaissez des sites web de qualité traitant du thème abordé ici, merci de compléter l'article en donnant les références utiles à sa vérifiabilité et en les liant à la section « Notes et références ».
Susanna Lea, née à Londres, est une agente littéraire internationale.

## Biographie
Elle a fait des études supérieures de politique, de philosophie et d’économie à l’université d’Oxford. Elle est mariée à Antoine Audouard et a deux enfants. 
En 1991, elle déménage à Paris pour rejoindre les Éditions Fixot/Robert Laffont, où elle devient directrice des projets internationaux. Pendant cette période elle supervise la vente des droits et la publication de bestsellers internationaux, comme, en 1993, Le Journal de Zlata, de Zlata Filipovic, en 1994, Moi Phoolan Devi, l’autobiographie de la « Reine des Bandits », en 1996, Ramsès de Christian Jacq, en 1997, Le Scaphandre et le Papillon de Jean-Dominique Bauby qui fut traduit dans 26 langues et devint un best-seller en France, en Italie, au Royaume-Uni, en Allemagne, en Finlande et en Suède, en 1998, Le Livre noir du communisme, un ouvrage collectif de 900 pages sur les crimes du communisme. Publié aux éditions Robert Laffont, ce livre a été traduit dans 31 langues, et en 1999, Et si c’était vrai de Marc Levy.
En 2000, elle quitte les Éditions Robert Laffont pour créer sa propre société. Susanna Lea Associates a une vocation internationale : travailler avec des auteurs français et étrangers, découvrir de nouveaux talents, les faire connaître dans le monde entier (et dans le monde du cinéma en vue d’une adaptation audiovisuelle). La société reste fidèle à son slogan d’origine : « Publié en Europe, lu par le monde ».  
Depuis sa création, Susanna Lea Associates connait de nombreux succès : 
- Incas de A.B. Daniel (cette trilogie a été traduite dans 27 langues),
- Effroyables Jardins de Michel Quint (Succès critique et commercial, ce livre traduit dans 19 langues),
- Le Journal de Ma Yan, (un témoignage bouleversant publié en 2002 et traduit en 19 langues),
- God save la France de Stephen Clarke (best-seller au Royaume Uni et traduit en 23 langues).

Mais aussi, La Guerre selon Clara de Clara Kramer (traduit en 19 langues); La Mort intime de Marie de Hennezel (vendu à 1 million d’exemplaires et traduit en 22 langues) ; L’Esprit de l’athéisme d’André Comte-Sponville (traduit en 17 langues) , Le Livre des Pères de Miklos Vamos (traduit en 16 langues) ; L’esprit des Lumières de Tzvetan Todorov (traduit en 14 langues).  Et parmi les grands succès qui ont figuré sur la liste des meilleures ventes du New York Times : Anticancer de David Servan-Schreiber (traduit en 42 langues) ; Infidel de Ayaan Hirsi Ali (traduit en 38 langues) ; Mr Peanut d’Adam Ross (traduit en 18 langues) ; Même le silence a une fin d’Ingrid Betancourt (traduit en 14 langues), How to be Parisian d’Anne Berest, Audrey Diwan, Caroline de Maigret et Sophie Mas (traduit en 34 langues).
En 2004, Susanna Lea Associates ouvre un bureau à New York, suivi en 2008 par un bureau à Londres. En 2009, Susanna Lea Associates crée les éditions Versilio et étend son domaine de compétence dans le numérique et la communication digitale ; Versilio propose ainsi, en collaboration avec les acteurs majeurs du monde de l’édition comme Gallimard, Robert Laffont ou Flammarion par exemple, des publications en version papier et numérique. 
En 2016, Susanna Lea Associates s’est rapproché de David Godwin Associates – une prestigieuse agence littéraire à Londres – pour représenter les auteurs de DGA en Amérique du Nord et en traduction à l’international. Les auteurs de DGA incluent : Arundhati Roy, Frank Trentmann, Anthony Gottlieb, Jim Crace, William Dalrymple et Omar Hamilton.